# Rebecca Makkai
Œuvres principales
- Chapardeuse

Rebecca Makkai, née le 20 avril 1978 à Chicago dans l'Illinois, est une écrivaine américaine.

## Biographie
Son roman, The Great Believers, est sélectionné pour le National Book Award 2018.

## Œuvres

### Romans
- Chapardeuse, Gallimard, 2012 ((en) The Borrower, 2011)
- Cent ans de Laurelfield, Les Escales, 2021 ((en) The Hundred-Year House, 2014)
- Les Optimistes, Les Escales, 2020 ((en) The Great Believers, 2018)
- J'ai quelques questions à vous poser, Les Escales, 2024 ((en) I Have Some Questions for You, 2023)

### Recueil de nouvelles
- (en) Music for Wartime, 2015